# Scorpie de mare
Scorpia de mare (Scorpaena porcus) este un pește teleostean marin veninos, bentonic, lung de 10-20 cm, din familia scorpenide (ordinul perciforme), de pe fundurile stâncoase sau nisipoase bine înierbate din Oceanul Atlantic, Marea Mediterană, Marea Neagră. 
În România se întâlnește în tot lungul litoralului Mării Negre. Trăiește în apropierea țărmului, la adâncimi ce nu trec de 30 m, pe facies pietros, acoperit de Cystoseira (o algă brună marină). Are o înfățișare monstruoasă, greoaie. Corpul este alungit, comprimat ușor lateral și acoperit cu solzi ctenoizi. Capul mare, acoperit cu țepi, gura mare dispusă terminal și înzestrată cu numeroși dinți mărunți. Dorsala, în partea anterioară este prevăzută cu radii osoase, iar pectoralele sunt mari. Coloritul corpului cafeniu-cenușiu, cu pete și dungi transversale aproape negre, abdomenul cenușiu. Acest pește posedă o culoare mimetică, protectoare, care-l face asemănător algelor, distingând-se cu greu de acestea. Depune icre pelagice, în iunie-august. O femelă depune până la 3000 de boabe de icre. Hrana acestui pește constă, în special, din pești (guvizi, aterine, labride) și crustacee (crevete, crabi, mizide). Este periculos și foarte temut de pescari, fiindcă posedă glande veninoase la baza țepilor din înotătoarelor anală, ventrale și dorsală, a căror secreție otrăvitoare, pătrunsă în rana cauzată de înțepătura scorpiei de mare, produce dureri destul de mari, dar neletale pentru om. Carnea însă nu e veninoasă și este apreciată în țările mediteraneene, îndeosebi în sudul Franței.